# Ürziger Sonnenuhr

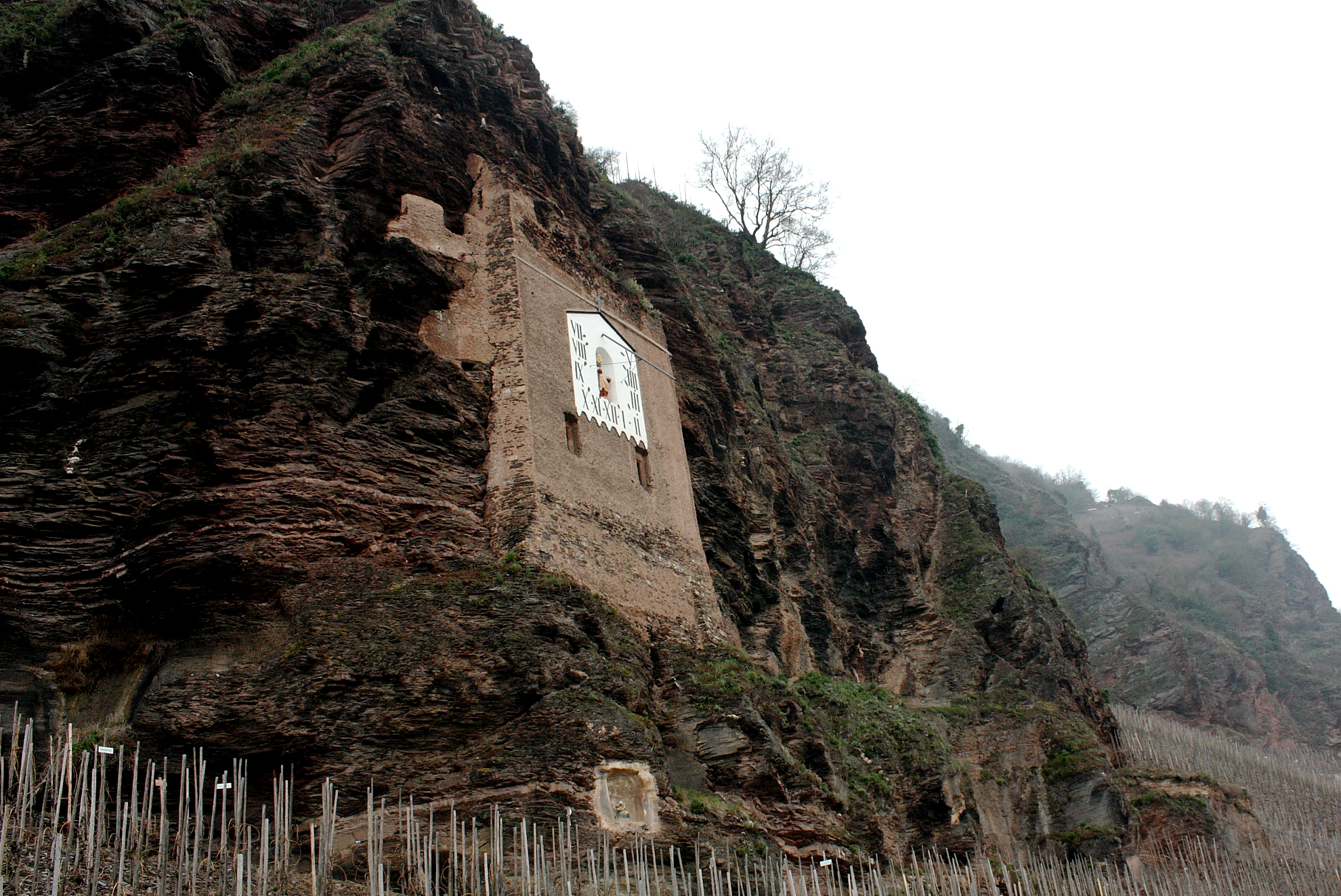
Ürziger Sonnenuhr

Die Ürziger Sonnenuhr liegt an Flusskilometer 119 der Mosel am Ortsausgang von Ürzig in einem Prallhang. 
Die Ürziger Sonnenuhr ist eine der ältesten Sonnenuhren an der Mosel mit einem römischen Zifferblatt. Wahrscheinlich wurde sie im 19. Jahrhundert errichtet. Auf einem von Karl Bodmer entworfenen detailreichen Kupferstich, entstanden um 1830, ist die Uhr noch nicht zu sehen. Die Verwendung der Ortszeit spricht für eine Errichtung vor Einführung der einheitlichen Mitteleuropäischen Zeit (MEZ) im Jahr 1893.
Sie ist eine Vertikalsonnenuhr mit einem ebenen Zifferblatt und einem Polstab, der parallel zur Erdachse positioniert ist. Die Ürziger Sonnenuhr ist nach Süden ausgerichtet und befindet sich in direkter Nähe zur B 53 moselabwärts am Ortsausgang Ürzig. Angezeigt wird die wahre Ürziger Ortszeit (WOZ), die im Verhältnis zur mitteleuropäischen Zeit (MEZ) um ca. 32 Minuten nachgeht.
Am Fuße des Felsens linker Hand ist eine Nische mit der kleinen, vom Wetter zerstörten Holzfigur der Madonna mit Kind.
Eine jäh abschießende Felswand unterbricht das Ürziger Rebgelände. Im Mittelalter standen drei Burgen in Ürzig. Lediglich eine von ihnen ist noch als Ruine erkennbar. An den Überresten eines ehemaligen Wachtturms befindet sich die Sonnenuhr. In dem Wachtturm bot sich von Anfang an ein geeigneter Standort, denn dessen Fassade ist exakt nach Süden ausgerichtet und außerdem ein markanter Geländepunkt. Im Vergleich mit den anderen Großuhren scheint die Ürziger (aufgrund ihrer Genauigkeit) geometrisch konstruiert worden zu sein.
In der Mitte des Zifferblattes befindet sich eine Nische, in der die Figur des Kuno I. von Pfullingen aufgestellt ist.
Hinter der Sonnenuhr liegen zwei Wohnräume übereinander, durch Eintreiben in den Fels acht bis zehn Quadratmeter groß; der obere war nur durch ein Schlitzfenster von Osten her beleuchtet. Ein drittes Geschoss, mit etwa drei Quadratmetern Nutzraum, ist mit Resten einer Fensterlaibung erhalten.
Bis zur Änderung des Weingesetzes 1971 gab es die Lagenbezeichnung „Ürziger Sonnenuhr“.
Die Ürziger Sonnenuhr ist Teil des Leuchtpunktes „Erdener Prälat / Treppchen & Ürziger Sonnenuhr“ der Leuchtpunkte der Biologischen Vielfalt im Weinanbaugebiet Mosel.